# 大话精
《大话精》，哇哇映画制作公司电视剧，由陈欣淇、马昂、方伟杰、陈芷尤、韩雪卿领衔主演。

## 角色简介
| 演员   | 角色          | 介绍 |
| 马昂   | 赵毅刚/赵国胜 | Aidan，第二任大话精，德华的好友，美玲用谎言创造的人。在8岁那年为了让母亲能够安息而说了第一个谎言，从此说谎不眨眼，应此被老婆婆相中成为大话精 |
| 陈欣淇 | 林美玲        | Nadia，第一任大话精，美琪的姐姐。从小拥有撒谎天赋，被老婆婆相中并赐为大话精。因为嫉妒妈妈给妹妹美琪特地做了生日蛋糕而在接美琪的途中丢下她回家，回家后发现自己的谎言成真，也意外导致美琪被拐走。因为在学校被同学取笑没朋友而用谎言创造出赵毅刚，却也因此让母亲成为创造Aidan的代价而死去。 |
| 方伟杰 | 刘德华        | 歌手，Aidan的好友。对美琪一往情深，即使被她欺骗了所有身家，即使她无恶不作都依旧深爱着她。 |
| 陈芷尤 | 林美琪        | 第三任大话精，美玲的妹妹。 |
| 韩雪卿 | 老婆婆        | 74岁的神秘老婆婆，寻找有说谎天分的人让他/她成为大话精，让他们的谎言成真。 |
| 吴委恩 | 赵小红        | Aidan用谎言意外创造的女儿。最终因为成为Aidan最珍惜的人而成为代价而死去。 |

## 故事概要
所有一切从他学会说谎而变得不同……
赵毅刚自小爱说谎。某天遇见一个神秘老太婆，被封为大话精，从此所说的谎言皆会成真。这对爱说谎的赵毅刚自然是好事一件，但说着说着却发现：谎言需要付出代价，谎言越大，代价越大。这对赵毅刚来说是好事，还是坏事？

## 演员列表

### 主要演员
| 演员           | 角色   | 介绍 | 登场集数    |
| 王勇晙（童年） | 赵毅刚 | 29岁，Aidan，外号“找浴缸”，后改名赵国胜。BBN广告公司职员。1990年2月24日生。 本剧第一任大话精，实为第二任。 喜欢做开枪的动作。 自己的英文名Aidan实为Nadia反转而成。 8岁那年为了让即将离世的母亲安心而学会说谎，自此坠入万劫不复之深渊。遇见了神秘的老太婆后，被封为大话精，谎话接二连三成真。一次遇见老太婆向其谎称有女儿，结果谎言中的“女儿”成真；去BBN应征，本因番茄酱伎俩被识破被淘汰，却向珍妮谎称会被征，也成真了。 虽然凭空多了个女儿赵小红，相处下来渐渐发展出深刻的父女情。事后女儿因林美琪导致其出车祸而撒谎让其死而复生，但代价是再次失去赵小红，从而导致女儿死亡。 小时候转校到林美玲的学校，从小暗恋林美玲，但被其讨厌，自己百思不得其解。长大后为林美玲而加入BBN，并隐瞒自己真实身份。两人后来发展出恋情，却由于林美琪的出现而天崩地裂。从刘德华口中得知林美琪左胸口有朵玫瑰花纹身，欲调查林美琪，却反被利用破坏与林美玲之间的感情。 在赵小红临死前答应不再说谎，却口出狂言自己成为谎言侦察机，谎言成真后能看见所有人的说谎次数，并得知林美琪就是伊娃，自己的说法却不被林美玲所信。被林美玲得知自己真实身份后，落得分手下场，差点自杀。随后用谎言让自己谎言成真和看穿谎言的能力消失。隔天莫名其妙对林美琪着迷，更与之成为情侣。怀疑自己一夜之间喜欢林美琪事有蹊跷，便录林美琪音，并在发现真相后告诉林美玲。更联合刘德华让自己想起自己爱的是林美玲。 刘德华断气后，跟踪林美琪，发现奄奄一息的林美玲。报警后让警方逮捕林美琪，并救出林美玲，却因林美玲断气而求老太婆让自己回到林美玲成为大话精的那一天，阻止一切的发生，由于自己是林美玲谎言成真而生的人，因此消失，后以新身份再次登场。 | 1,3,4,10,12 |
| 简如一（少年） | 赵毅刚 | 29岁，Aidan，外号“找浴缸”，后改名赵国胜。BBN广告公司职员。1990年2月24日生。 本剧第一任大话精，实为第二任。 喜欢做开枪的动作。 自己的英文名Aidan实为Nadia反转而成。 8岁那年为了让即将离世的母亲安心而学会说谎，自此坠入万劫不复之深渊。遇见了神秘的老太婆后，被封为大话精，谎话接二连三成真。一次遇见老太婆向其谎称有女儿，结果谎言中的“女儿”成真；去BBN应征，本因番茄酱伎俩被识破被淘汰，却向珍妮谎称会被征，也成真了。 虽然凭空多了个女儿赵小红，相处下来渐渐发展出深刻的父女情。事后女儿因林美琪导致其出车祸而撒谎让其死而复生，但代价是再次失去赵小红，从而导致女儿死亡。 小时候转校到林美玲的学校，从小暗恋林美玲，但被其讨厌，自己百思不得其解。长大后为林美玲而加入BBN，并隐瞒自己真实身份。两人后来发展出恋情，却由于林美琪的出现而天崩地裂。从刘德华口中得知林美琪左胸口有朵玫瑰花纹身，欲调查林美琪，却反被利用破坏与林美玲之间的感情。 在赵小红临死前答应不再说谎，却口出狂言自己成为谎言侦察机，谎言成真后能看见所有人的说谎次数，并得知林美琪就是伊娃，自己的说法却不被林美玲所信。被林美玲得知自己真实身份后，落得分手下场，差点自杀。随后用谎言让自己谎言成真和看穿谎言的能力消失。隔天莫名其妙对林美琪着迷，更与之成为情侣。怀疑自己一夜之间喜欢林美琪事有蹊跷，便录林美琪音，并在发现真相后告诉林美玲。更联合刘德华让自己想起自己爱的是林美玲。 刘德华断气后，跟踪林美琪，发现奄奄一息的林美玲。报警后让警方逮捕林美琪，并救出林美玲，却因林美玲断气而求老太婆让自己回到林美玲成为大话精的那一天，阻止一切的发生，由于自己是林美玲谎言成真而生的人，因此消失，后以新身份再次登场。 | 4           |
| 马昂           | 赵毅刚 | 29岁，Aidan，外号“找浴缸”，后改名赵国胜。BBN广告公司职员。1990年2月24日生。 本剧第一任大话精，实为第二任。 喜欢做开枪的动作。 自己的英文名Aidan实为Nadia反转而成。 8岁那年为了让即将离世的母亲安心而学会说谎，自此坠入万劫不复之深渊。遇见了神秘的老太婆后，被封为大话精，谎话接二连三成真。一次遇见老太婆向其谎称有女儿，结果谎言中的“女儿”成真；去BBN应征，本因番茄酱伎俩被识破被淘汰，却向珍妮谎称会被征，也成真了。 虽然凭空多了个女儿赵小红，相处下来渐渐发展出深刻的父女情。事后女儿因林美琪导致其出车祸而撒谎让其死而复生，但代价是再次失去赵小红，从而导致女儿死亡。 小时候转校到林美玲的学校，从小暗恋林美玲，但被其讨厌，自己百思不得其解。长大后为林美玲而加入BBN，并隐瞒自己真实身份。两人后来发展出恋情，却由于林美琪的出现而天崩地裂。从刘德华口中得知林美琪左胸口有朵玫瑰花纹身，欲调查林美琪，却反被利用破坏与林美玲之间的感情。 在赵小红临死前答应不再说谎，却口出狂言自己成为谎言侦察机，谎言成真后能看见所有人的说谎次数，并得知林美琪就是伊娃，自己的说法却不被林美玲所信。被林美玲得知自己真实身份后，落得分手下场，差点自杀。随后用谎言让自己谎言成真和看穿谎言的能力消失。隔天莫名其妙对林美琪着迷，更与之成为情侣。怀疑自己一夜之间喜欢林美琪事有蹊跷，便录林美琪音，并在发现真相后告诉林美玲。更联合刘德华让自己想起自己爱的是林美玲。 刘德华断气后，跟踪林美琪，发现奄奄一息的林美玲。报警后让警方逮捕林美琪，并救出林美玲，却因林美玲断气而求老太婆让自己回到林美玲成为大话精的那一天，阻止一切的发生，由于自己是林美玲谎言成真而生的人，因此消失，后以新身份再次登场。 | 全剧        |
| 卓颖（童年）   | 林美玲 | Nadia，林美琪的姐姐。 BBN广告公司职员，也是公司人人口中的怪人。 本剧第一任大话精。 本性高冷，不爱说谎，但其实小时候相反。当时也成为大话精，谎言成真导致赵毅刚的出现。但也因此讨厌赵毅刚，让其百思不解。谎言成真也导致其妹林美琪被掳走，母亲更因为其撒谎赵毅刚是其好友而成为代价死亡，后悔不已，从此下定决心改掉说谎的习惯。多年来不断寻找林美琪不果，怎料林美琪多年后出现，对其不谅解而展开一连串报复行动，陷入危机当中。赵毅刚的出现让她逐渐敞开心胸，事后更发展成情侣关系。林美琪的出现，彻底破坏两人的感情。撞见林美琪在赵毅刚面前脱下衣服，误会曾在泰国嫖妓林美琪。 一次刘德华来公司找自己，但因其不慎滑倒而送他入院，却碰见何伟雄后得知赵毅刚和刘德华的真实身份。发现赵毅刚的英文名Aidan就是自己的英文名Nadia反转而成，种种因素导致两人分手。后决定辞职，却因林美琪的谎言导致其再次回到BBN上班。被赵毅刚告知林美琪是大话精。留有老太婆的孔雀羽毛，见老太婆得知林美琪会失去最珍惜的东西：大话精的超能力。告知林美琪自己是其被掳走和母亲死亡的罪魁祸首后被其绑架，后被救出，却在医院断气。因赵毅刚回到其成为大话精那天而扭转一切。 | 2-4,7,10-12 |
| 三田熙（少年） | 林美玲 | Nadia，林美琪的姐姐。 BBN广告公司职员，也是公司人人口中的怪人。 本剧第一任大话精。 本性高冷，不爱说谎，但其实小时候相反。当时也成为大话精，谎言成真导致赵毅刚的出现。但也因此讨厌赵毅刚，让其百思不解。谎言成真也导致其妹林美琪被掳走，母亲更因为其撒谎赵毅刚是其好友而成为代价死亡，后悔不已，从此下定决心改掉说谎的习惯。多年来不断寻找林美琪不果，怎料林美琪多年后出现，对其不谅解而展开一连串报复行动，陷入危机当中。赵毅刚的出现让她逐渐敞开心胸，事后更发展成情侣关系。林美琪的出现，彻底破坏两人的感情。撞见林美琪在赵毅刚面前脱下衣服，误会曾在泰国嫖妓林美琪。 一次刘德华来公司找自己，但因其不慎滑倒而送他入院，却碰见何伟雄后得知赵毅刚和刘德华的真实身份。发现赵毅刚的英文名Aidan就是自己的英文名Nadia反转而成，种种因素导致两人分手。后决定辞职，却因林美琪的谎言导致其再次回到BBN上班。被赵毅刚告知林美琪是大话精。留有老太婆的孔雀羽毛，见老太婆得知林美琪会失去最珍惜的东西：大话精的超能力。告知林美琪自己是其被掳走和母亲死亡的罪魁祸首后被其绑架，后被救出，却在医院断气。因赵毅刚回到其成为大话精那天而扭转一切。 | 4           |
| 陈欣淇         | 林美玲 | Nadia，林美琪的姐姐。 BBN广告公司职员，也是公司人人口中的怪人。 本剧第一任大话精。 本性高冷，不爱说谎，但其实小时候相反。当时也成为大话精，谎言成真导致赵毅刚的出现。但也因此讨厌赵毅刚，让其百思不解。谎言成真也导致其妹林美琪被掳走，母亲更因为其撒谎赵毅刚是其好友而成为代价死亡，后悔不已，从此下定决心改掉说谎的习惯。多年来不断寻找林美琪不果，怎料林美琪多年后出现，对其不谅解而展开一连串报复行动，陷入危机当中。赵毅刚的出现让她逐渐敞开心胸，事后更发展成情侣关系。林美琪的出现，彻底破坏两人的感情。撞见林美琪在赵毅刚面前脱下衣服，误会曾在泰国嫖妓林美琪。 一次刘德华来公司找自己，但因其不慎滑倒而送他入院，却碰见何伟雄后得知赵毅刚和刘德华的真实身份。发现赵毅刚的英文名Aidan就是自己的英文名Nadia反转而成，种种因素导致两人分手。后决定辞职，却因林美琪的谎言导致其再次回到BBN上班。被赵毅刚告知林美琪是大话精。留有老太婆的孔雀羽毛，见老太婆得知林美琪会失去最珍惜的东西：大话精的超能力。告知林美琪自己是其被掳走和母亲死亡的罪魁祸首后被其绑架，后被救出，却在医院断气。因赵毅刚回到其成为大话精那天而扭转一切。 | 2-12        |
| 许睿亨（童年） | 刘德华 | 民歌餐厅歌手。赵毅刚的好友。 一次遇见林美琪便一见钟情，深信其的投资眼光而投入毕生积蓄。事后还与其发生关系，得知林美琪左胸口有玫瑰花纹身，并将赵毅刚能让谎话成真的能力和盘托出。殊不知自己的钱全被林美琪骗走，但还是疯狂地爱上她，将她当成自己的女神。 从赵毅刚得知林美琪就是伊娃后，跑去找林美玲，不慎滑倒致下巴脱臼被林美玲送进医院。正巧碰见何伟雄，被其爆出赵毅刚和自己的真实身份。得知赵毅刚与林美琪交往，与赵毅刚翻脸。后帮助赵毅刚想起他爱的是林美玲。向林美琪求婚，被其拒绝，后看见小飞欲刺杀林美琪，冲向前挡刀。本已死亡的自己因林美琪撒谎让自己活过来。 | 1-3,12      |
| 方伟杰         | 刘德华 | 民歌餐厅歌手。赵毅刚的好友。 一次遇见林美琪便一见钟情，深信其的投资眼光而投入毕生积蓄。事后还与其发生关系，得知林美琪左胸口有玫瑰花纹身，并将赵毅刚能让谎话成真的能力和盘托出。殊不知自己的钱全被林美琪骗走，但还是疯狂地爱上她，将她当成自己的女神。 从赵毅刚得知林美琪就是伊娃后，跑去找林美玲，不慎滑倒致下巴脱臼被林美玲送进医院。正巧碰见何伟雄，被其爆出赵毅刚和自己的真实身份。得知赵毅刚与林美琪交往，与赵毅刚翻脸。后帮助赵毅刚想起他爱的是林美玲。向林美琪求婚，被其拒绝，后看见小飞欲刺杀林美琪，冲向前挡刀。本已死亡的自己因林美琪撒谎让自己活过来。 | 全剧        |
| 林慧欣（童年） | 林美琪 | 化名“伊娃”。林美玲的妹妹。1993年5月16日生。 本剧第三任大话精。 左胸口有一朵玫瑰花纹身，后洗掉。 小时候和林美玲玩捉迷藏时被掳走到泰国当乞丐和妓女，过着地狱般的生活，自此不相信世界上有真爱。成功逃出后从泰国归来，欲对其姐展开一系列报复行动。回到新加坡假扮成投资人员，骗走刘德华所有积蓄，还和他发生关系，并得知赵毅刚的能力，从此锁定赵毅刚为目标。一次乔装被赵小红发现后推开她，导致其出车祸后死亡。 为对林美玲进行报复和锁定赵毅刚，加入BBN广告公司。抓紧赵毅刚欲调查自己身份的心理，引诱其到包厢，并脱下自己的衣服，怎料被林美玲撞见，并从中挑拨离间，导致两人分手。随后遇见老太婆成为大话精，撒谎让赵毅刚对自己着迷，两人成为情侣，但只是为了让林美玲痛苦。更以谎言使本该辞职的林美玲回到BBN上班。从林美玲口中得知自己是因为其而被掳走，母亲更因为其谎言的代价而死，愤而绑架林美玲。 被刘德华求婚，但拒绝他。因被小飞挟持并要求一千万赎金，撒谎让其心脏病发而死，小飞临死前差点刺杀自己，被刘德华挡刀。本想撒谎让赵毅刚和林美玲死亡，却在这之前因撒谎救刘德华而失去了自己最珍惜的东西：大话精的超能力。后被警方逮捕。 | 7,11        |
| 陈芷尤         | 林美琪 | 化名“伊娃”。林美玲的妹妹。1993年5月16日生。 本剧第三任大话精。 左胸口有一朵玫瑰花纹身，后洗掉。 小时候和林美玲玩捉迷藏时被掳走到泰国当乞丐和妓女，过着地狱般的生活，自此不相信世界上有真爱。成功逃出后从泰国归来，欲对其姐展开一系列报复行动。回到新加坡假扮成投资人员，骗走刘德华所有积蓄，还和他发生关系，并得知赵毅刚的能力，从此锁定赵毅刚为目标。一次乔装被赵小红发现后推开她，导致其出车祸后死亡。 为对林美玲进行报复和锁定赵毅刚，加入BBN广告公司。抓紧赵毅刚欲调查自己身份的心理，引诱其到包厢，并脱下自己的衣服，怎料被林美玲撞见，并从中挑拨离间，导致两人分手。随后遇见老太婆成为大话精，撒谎让赵毅刚对自己着迷，两人成为情侣，但只是为了让林美玲痛苦。更以谎言使本该辞职的林美玲回到BBN上班。从林美玲口中得知自己是因为其而被掳走，母亲更因为其谎言的代价而死，愤而绑架林美玲。 被刘德华求婚，但拒绝他。因被小飞挟持并要求一千万赎金，撒谎让其心脏病发而死，小飞临死前差点刺杀自己，被刘德华挡刀。本想撒谎让赵毅刚和林美玲死亡，却在这之前因撒谎救刘德华而失去了自己最珍惜的东西：大话精的超能力。后被警方逮捕。 | 2-12        |
| 韩雪卿         | 老太婆 | 一个神秘的老太婆，手里总拿着孔雀羽毛，有着让别人的谎言成真的能力。造型多变，有着诡谲的笑声。在林美玲小时候封其为大话精，更给她一个孔雀羽毛，只要带进隧道搓揉，自己就会出现。先后封林美玲、赵毅刚和林美琪为大话精。后让赵毅刚回到林美玲小时候扭转一切，并使他以新身份登场。 | 1-6,9-12    |

### 其他演员
| 演员   | 角色     | 介绍 | 登场集数    |
| 洪圣安 | 杨明烈   | BBN广告公司高层。识破赵毅刚用番茄酱的伎俩。有家室，却和施姐偷情。 | 1-3,5-6,7,9 |
| 吉娜   | 施姐     | BBN广告公司高层。时常刁难林美玲，对其呼呼喝喝。和杨明烈偷情。 | 1-4,8,10    |
| 荘薇霓 | 珍妮     | BBN广告公司职员。林美玲的好友。后被敌对公司挖角跳槽。 | 1-6         |
| 王智国 | 秦总     | BBN高层。因赵毅刚谎言成真而让其加入BBN。 | 2-4,6-9     |
| 郭威乐 | 何伟雄   | 外号“口臭雄”。赵毅刚、林美玲、刘德华小学同学。 一次在医院碰见刘德华和林美玲，不经意说出赵毅刚的真实身份。 | 1,3,8,12    |
| 吴委恩 | 赵小红   | 9岁，赵毅刚谎言创造出的女儿。2010年3月21日生。 虽然因谎言而生，但也逐渐与赵毅刚发展出深刻的父女情。一次在路上看见乔装的林美琪，上前去叫她，却被害怕被赵毅刚发现的林美琪推倒而致其出车祸。送至医院一度有因赵毅刚谎言成真而苏醒，却也在不久后离世。 | 1-6         |
| 陈国华 | 吴立康   | 警察。受林美玲托付寻找林美琪。后带队逮捕林美琪。 | 2,5,6,12    |
| 莫翠勇 | 蔡小飞   | 林美琪手下。后未婚妻被绑架，被要求一千万赎金，挟持林美琪，却因其谎言成真而心脏病发死亡。死前欲刺死林美琪，却被刘德华挡刀。 | 6,9-11      |
| 王筱惠 | 美玲母亲 | 林美玲、林美琪的母亲。因林美玲撒谎赵毅刚是其好友的谎言成真，成为其代价而死亡。 | 7,11,12     |

### 客串演员
| 演员    | 角色     | 介绍                                                                                                   | 登场集数 |
| 柯迪宏  | 赵毅刚父 | 赵毅刚父亲，有外遇。                                                                                   | 1        |
| 萧靖亲  | 梁金秋   | 赵毅刚母亲，因肾病离世。                                                                               | 1        |
| 陈丽慧  | 情妇     | 赵毅刚父亲的情妇，让赵毅刚学会说谎的罪魁祸首。                                                         | 1        |
| 沈家玉  | 女明星   | 传媒公司阿姐。被赵毅刚谎称为其女友。                                                                   | 1        |
| 陈日成  | 唐总     | 戏剧公司高层，辞掉赵毅刚。                                                                             | 13       |
| 陶樱    | 少妇     | 小女孩的母亲。因赵毅刚救其女导致赵毅刚出车祸，而还清医药费。                                           | 1        |
| 余欣平  | 小女孩   | 冲出马路差点被货车撞击，被赵毅刚所救，但也导致其出车祸。                                               | 1        |
| 康盈彧  | 记者     | 采访赵毅刚的记者，但因赵毅刚精神状况不佳(实为装疯卖傻)而作罢。                                         | 1        |
| 周仲达  | 外卖小子 | 被赵毅刚要求买其番茄酱，后被赵毅刚的谎言所感动而给他番茄酱，实则被赵毅刚用来制造受困于车祸现场的假象。 | 1        |
| 赵茚企  | 美女     | 路过赵毅刚等人身边的美女。因赵毅刚的谎言成真而回过头猛亲赵毅刚。                                       | 1        |
| 王利秦  | 阿公     | 赵毅刚谎言创造的阿公。                                                                                 | 2        |
| 陈振辉  | 男友     | 无理的男人。和赵毅刚起冲突。                                                                           | 2        |
| 陈彦妃  | 女友     | 无理的女人。和赵毅刚起冲突。                                                                           | 2        |
| 黄晶晶  | 纸巾阿婆 | 在小吃部卖纸巾的阿婆。                                                                                 | 2        |
| 罗家铭  | 警察     | 受理赵毅刚报案的警察。                                                                                 | 2        |
| 郭蕙雯  | 秦太太   | 秦总的太太。                                                                                           | 3        |
| 莫健发  | 校长     | 名校校长。因赵毅刚谎言成真而送其女儿奖品。                                                             | 3        |
| 简照恩  | 抢匪     | 抢匪。挟持赵毅刚当人质，后因赵毅刚谎言成真而向警方投降。                                               | 3,4      |
| 郑秀萍  | 清洁工人 | 医院清洁工人。                                                                                         | 5        |
| 博水兴  | 当店店主 | 赵毅刚找上门的当铺店主。                                                                               | 5        |
| Jitlada | 老妓女   | 林美琪在泰国期间照顾她的妓女，也教会其一道菜。                                                         | 9,10     |
| 游文轩  | 泰国帅哥 | 负心汉。欺骗林美琪感情后将其抛弃。                                                                     | 10       |

## 电视节目的变迁
| 马来西亚 Astro AEC、Astro AEC HD 星期一至五 20:30 - 21:30（两集连播）                                                                                  | 马来西亚 Astro AEC、Astro AEC HD 星期一至五 20:30 - 21:30（两集连播） | 马来西亚 Astro AEC、Astro AEC HD 星期一至五 20:30 - 21:30（两集连播） |
| --- | --------------------------------------------------------------------- | --------------------------------------------------------------------- |
| | 大话精 （2019年9月13日－2019年9月20日）                               |                                                                       |
| 我的万里挑一 （2019年7月22日－2019年8月23日）神奇之吻 （2019年8月26日－2019年9月5日） （两集连播）流氓经纪2 (2019年9月6日—2019年9月12日） （两集连播） | 警微天职之海岸卫队 （2019年9月23日—2019年10月18日）                   |                                                                       |

| 新加坡 新传媒U频道 星期一至五 20:30 - 21:30（两集连播） | 新加坡 新传媒U频道 星期一至五 20:30 - 21:30（两集连播） | 新加坡 新传媒U频道 星期一至五 20:30 - 21:30（两集连播） |
| ------------------------------------------------------- | ------------------------------------------------------- | ------------------------------------------------------- |
|                                                         | 大话精 （2019年9月23日－2019年12月9日）                 |                                                         |
| 北京到莫斯科 (2019年6月24日—2019年9月16日）             | I'm Madam! （2019年12月16日—2020年3月9日）              |                                                         |